# حيد نقد الحمار (الحد)

تعديل مصدري - تعديل

حيد نقد الحمار هي إحدى قرى عزلة الحد بمديرية الحد التابعة لمحافظة لحج، بلغ تعداد سكانها 58 نسمة حسب تعداد اليمن لعام 2004.